# Vegeta

Vegeta-Verpackung

Vegeta [ˈʋɛgɛta] ist der Markenname für streufähige Gewürzmischungen (in Deutschland: Würzmischungen) des kroatischen Herstellers Podravka, das als Gewürz für Speisen wie Fleisch, Suppen und Saucen vertrieben wird.

## Geschichte
Das gelbliche Gewürzpulver wird vom kroatischen Konzern Podravka hergestellt, dessen Sitz sich in Koprivnica befindet. Das Unternehmen wurde 1947 gegründet und außerhalb Kroatiens insbesondere durch seine Gewürzmischung Vegeta bekannt, die mittlerweile in über 40 Ländern erhältlich ist. Weitere Produkte, die zum Teil unter anderen Markennamen vertrieben werden, sind Tütensuppen, Babybrei, süße Brotaufstriche (z. B. Nougatcreme) sowie Fischkonserven. In Deutschland sind diese Produkte überwiegend nicht erhältlich.
Vegeta wurde 1958 in den Podravka-Laboren unter der Leitung von Zlata Bartl entwickelt. Die Markteinführung erfolgte 1959 in Jugoslawien. Bartl zu Ehren gründete das Unternehmen 2001 eine Stiftung für graduierte und postgraduierte Studenten.
Das Produkt in der blauen Verpackung wurde 1959 zunächst unter der Bezeichnung Vegeta 40 auf den jugoslawischen Markt gebracht. 1967 wurde es auch nach Ungarn und anschließend in die UdSSR exportiert. 1995 gab es mit 26.000 Tonnen einen Exportrekord. 
Es gibt eine Zweigstelle des Unternehmens in Polen und Lizenzunternehmen in Österreich, Ungarn und Estland.

## Rezeptur
Neben der Hauptzutat Speisesalz (einige Sorten verwenden Meersalz) enthalten die Gewürzmischungen verschiedene Gemüsesorten und Kräuter. Während die Rezeptur des Produktes Vegeta Original mit Mononatriumglutamat als Geschmacksverstärker unverändert blieb, werden auch Gewürzmischungen ohne Geschmacksverstärker angeboten.
Seit 2006 gibt es zahlreiche Varianten von Vegeta, u. a. Vegeta natural ohne Glutamat und Farbstoff. Die Namensgebung der Vegeta-natural-Serie orientiert sich zum Teil am Verwendungszweck, z. B. für Geflügel, für Fisch und für Salat.
Vergleichbare Produkte anderer Hersteller sind z. B. Aromat von Knorr oder das Produkt Fondor von Maggi, die allerdings kein Trockengemüsepulver enthalten. Die ebenfalls vergleichbare tschechische Vegetka und die slowakische Dobrota kommen mittlerweile ebenfalls ohne Geschmacksverstärker aus.
| Nährwert von 100 g Vegeta Original | Nährwert von 100 g Vegeta Original |
| ---------------------------------- | ---------------------------------- |
| Energiewert                        | 583 kJ (137 kcal)                  |
| Eiweiß                             | 8,5 g                              |
| Kohlenhydrate                      | 24,5 g                             |
| Fett                               | 0,6 g                              |

Vergleich der Inhaltsstoffe von Vegeta Original und Vegeta Natur:
| Zutat                                      | Vegeta Original                                                         | Vegeta Natur                                                            |
| ------------------------------------------ | ----------------------------------------------------------------------- | ----------------------------------------------------------------------- |
| Salz                                       | Speisesalz, max. 55 %                                                   | Meersalz, max. 55 %                                                     |
| Getrocknetes Gemüse                        | 15 %                                                                    | 32 %                                                                    |
| Getrocknetes Gemüse beinhaltet:            | Karotten, Pastinaken, Kartoffeln, Zwiebeln, Sellerie, glatte Petersilie | Karotten, Pastinaken, Kartoffeln, Zwiebeln, Sellerie, glatte Petersilie |
| weitere Gemüsesorten                       | keine                                                                   | Tomate, Lauch, Paprika                                                  |
| Mononatriumglutamat bzw. Dinatriuminosinat | max. 15 %                                                               | nicht enthalten                                                         |
| Zucker                                     | enthalten                                                               | enthalten                                                               |
| Gewürze                                    | nur als Gewürze deklariert                                              | Liebstöckel, schwarzer Pfeffer, Kurkuma, Knoblauch, Dill                |
| Maisstärke                                 | enthalten                                                               | nicht enthalten                                                         |
| Farbstoff                                  | Riboflavin                                                              | nicht enthalten                                                         |

## Sonstiges
- Es gab mehrere Fernsehsendungen im früheren jugoslawischen Fernsehen, in denen die Vegeta-Gewürzmischung vorkam. 1974 wurde Male tajne velikih majstora kuhinje (deutsch Die kleinen Geheimnisse der großen Küchenmeister) und in den 1980er Jahren Vegetina kuhinja (deutsch Die Vegetaküche) ausgestrahlt. Letztere moderierte der zu jener Zeit bekannte Koch Stevo Karapandža, welcher mit Prominenten kochte.[5]
- In den 1970er Jahren wurde der Werbeslogan „… i jedna žlica Vegete“ (deutsch „… und ein Löffel Vegeta“) eingeführt.[6]
- Vegeta wurde mehrfach mit dem Preis „Superbrand“ gekürt, unter anderem in Polen, Russland, Ungarn und der Slowakei.